# Děkuji, živote
Děkuji, živote (v originále Merci la vie) je francouzský hraný film z roku 1991, který režíroval Bertrand Blier podle vlastního scénáře. Snímek měl světovou premiéru dne 13. března 1991.

## Děj
Na cestě se potkají dvě mladé dívky. Jedna tlačí supermarketový vozík se dvěma racky. Druhou, ve svatebních šatech, právě zbil a opustil její manžel. Spřátelí se a společně zažijí neuvěřitelná dobrodružství.

## Obsazení
| Charlotte Gainsbourgová | Camille                                   |
| Anouk Grinberg          | Joëlle                                    |
| Michel Blanc            | Raymond Pelleveau, mladý otec             |
| Jean Carmet             | Raymond Pelleveau, starý otec             |
| Annie Girardotová       | Evangeline Pelleveau, stará matka         |
| Catherine Jacob         | Evangeline Pelleveau, mladá matka         |
| Jean-Louis Trintignant  | poručík SS                                |
| Gérard Depardieu        | doktor Marc Antoine Worms                 |
| Thierry Frémont         | François                                  |
| François Perrot         | režisér                                   |
| Jacques Seiler          | inspektor                                 |
| Didier Bénureau         | druhý režisér                             |
| Michel Berto            | bankéř                                    |
| Stéphane Boucher        | novinář                                   |
| Jacques Boudet          | Craven, koncesionář společnosti Pronuptia |
| Jacques Chailleux       | kulisák                                   |
| Philippe Clévenot       | výrobce                                   |
| Frédéric Darie          | policista                                 |
| Anouk Ferjac            | matka na klinice                          |
| Laurence Guerre         | dcera na klinice                          |
| Christiane Jean         | žena Marca Antoina                        |
| Yves Rénier             | Robert, dozorce                           |
| Jean Rougerie           | soudní lékař                              |
| Jean-Michel Dupuis      | řidič kamionu                             |
| Laurent Gamelon         | švagr                                     |
| Alain Sachs             | pacient                                   |
| Brigitte Auber          | žena z divadelní společnosti              |

## Ocenění
| Cena  | Nominace v kategorii              | Osoba             | Výsledek |
| ----- | --------------------------------- | ----------------- | -------- |
| César | Nejlepší film                     | Bertrand Blier    |          |
| César | Nejlepší režisér                  | Bertrand Blier    |          |
| César | Nejlepší původní scénář           | Bertrand Blier    |          |
| César | Nejlepší herečka                  | Anouk Grinberg    |          |
| César | Nejlepší herec ve vedlejší roli   | Jean Carmet       | Ano      |
| César | Nejlepší herečka ve vedlejší roli | Kateřina Jacobová |          |
| César | Nejlepší střih                    | Claudine Merlin   |          |